# Maricopa
Los maricopa o pipaash son una tribu india del grupo de lenguas yumano-cochimíes, al norte de la Pimería Alta. Su nombre procede del español cocomaricopa,  y éste a su vez del los pima, Kokmalik’op “enemigos en la gran montaña”, nombre que les daban sus vecinos del l[imite sur, pero ellos se hacían llamar Pipatsji “gente”. Actualmente existe una ciudad denominada Maricopa y un condado en Arizona con el mismo nombre. 

## Localización
En el siglo XIX estaban situados en las orillas del río Colorado, en Arizona , y actualmente viven en la reserva Pima-Maricopa de Salt River con los pima.

## Demografía
Según el censo de 2000, había censados 405 maricopa, además de 2.886 pima-maricopa.

## Costumbres
Físicamente son altos y fuertes, de nariz aguileña y pies pequeños. Su forma de vida se parece a la de las otras tribus del Bajo Colorado. Como los pima y pápago, viven en cabañas de forma hemisférica y aplanada, hechas de madera y tierra.
La vestimenta era escasa. Los hombres llevaban taparrabos vegetales, y a veces túnicas blancas y bandas, y las mujeres faldillas cortas. Fabricaban recipientes para cocinar y almacenar. Apenas trabajaban la cestería.
Eran cazadores recolectores. Tenían pequeñas cosechas anuales de maíz, razón por la cual usaban un calendario de seis meses lunares.
No se conoce su organización política, a pesar de la fuerte unidad tribal. Los caudillos eran los principales asesores. Las deliberaciones en las Casas de Asamblea se hacían en estilo retórico y se recogían en anales. 
Socialmente, estaban entrelazados por linajes patriarcales asociados con plantas alimenticias o animales. Las mujeres solo llevaban el nombre del linaje, o bien llevaban nombres personales ligados al tótem familiar.
Las guerras eran frecuentes, especialmente contra las tribus del Colorado. Las tácticas de batalla empleaban muchos guerreros, y mientras los jefes luchaban en combate singular, la masa de luchadores se golpeaba hasta que los perdedores eran casi aniquilados.
Todos los acontecimientos entre ellos dependían de sueños donde contactaban con espíritus animales. La narración de los sueños, paralela a los mitos de los maricopa, les revelaba canciones que se creía que tenían poderes. Las ceremonias consistían en largos ciclos de canciones (esencialmente ciclos narrativos), cada uno apropiado a tiempos de crisis.
Practicaban la cremación de los cadáveres, que eran llorados por mujeres e hijos. 
Creían que de las cuatro almas que poseía cada persona, la principal había de resucitar cuatro veces en la tierra de los muertos.

## Historia
Sus orígenes son similares a los de los quechan. Hacia 1700 fueron a Territorio Pima, con cuyos habitantes hicieron una Confederación Pima-Maricopa en 1849, a la cual se unió un millar de individuos. En 1860 se sumarían los pápago. En febrero de 1827 el norteamericano James Ohio Pattie mató a 110 maricopa en Gila. Por el Tratado de Guadalupe-Hidalgo de 1848, su territorio fue puesto bajo soberanía de los EE. UU., y en 1857 casi exterminaron a los guerreros quechan. 
Hasta 1884 el gobierno mantuvo en su territorio la base militar de Fort Yuma. Finalmente, estableció la reserva de Salt River para pima y maricopa.